# Incisa Scapaccino
Incisa Scapaccino, (Ansisa en piemontès) és un municipi situat al territori de la província d'Asti, a la regió del Piemont (Itàlia).
Limita amb els municipis de Bergamasco, Castelnuovo Belbo, Cortiglione, Masio, Nizza Monferrato, Oviglio i Vaglio Serra.
Pertanyen al municipi les frazioni de Borgo Ghiare, Borgo Impero, Borgo Madonna, Borgo Stazione, Borgo Villa, Poggio i Regione Collina.

## Galeria fotogràfica

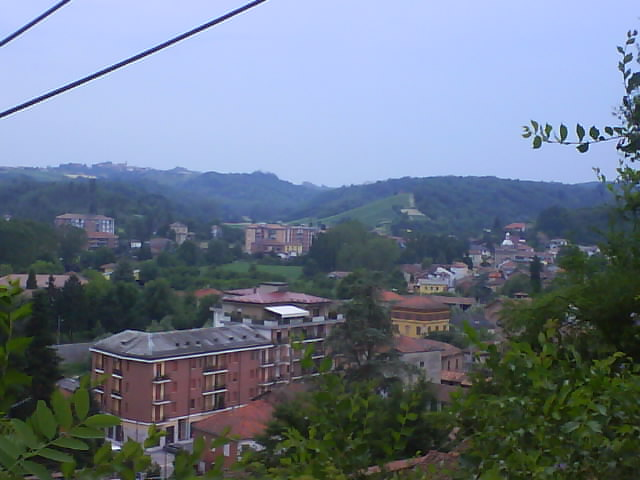
Vista del poble
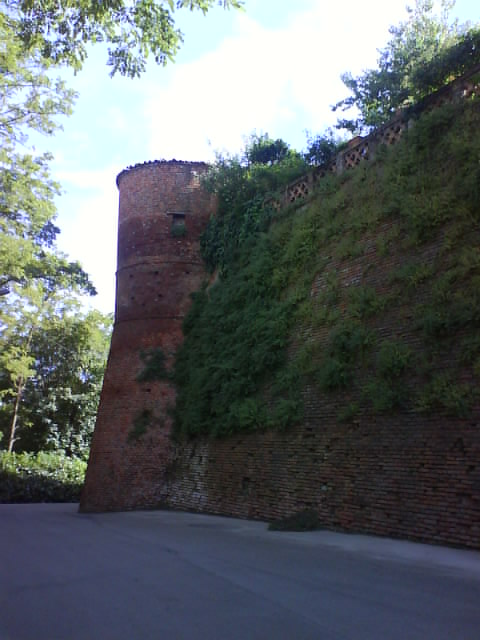
Muralla del castell
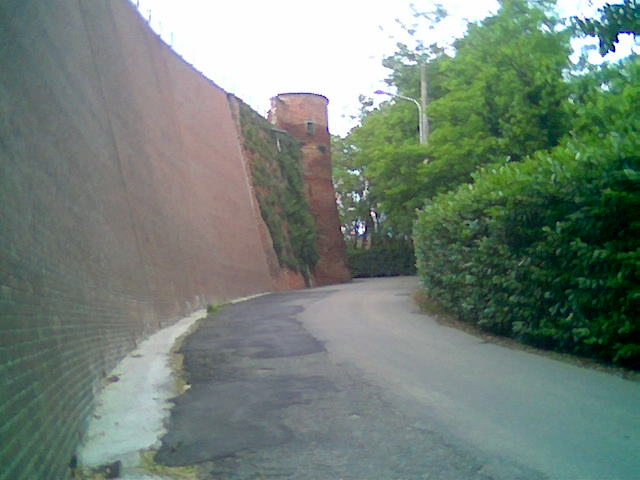
Muralla del castell
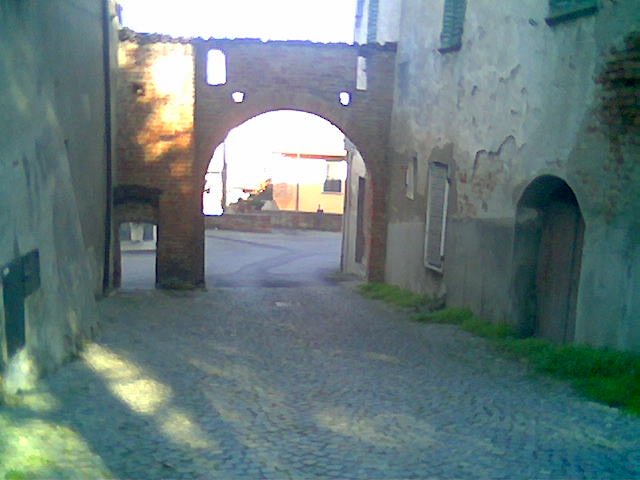
Porta de Valcalzara
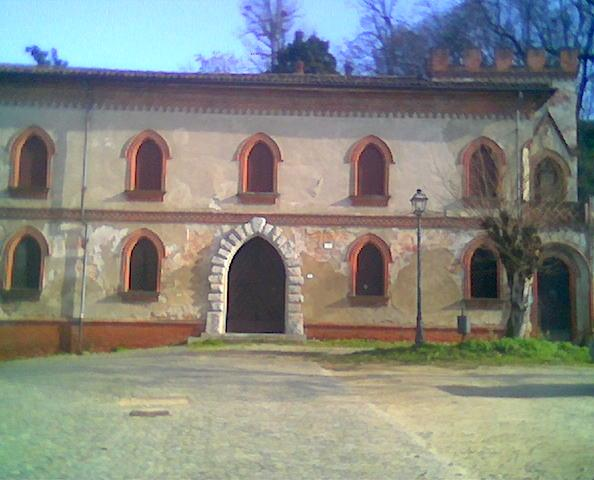
Castell nou
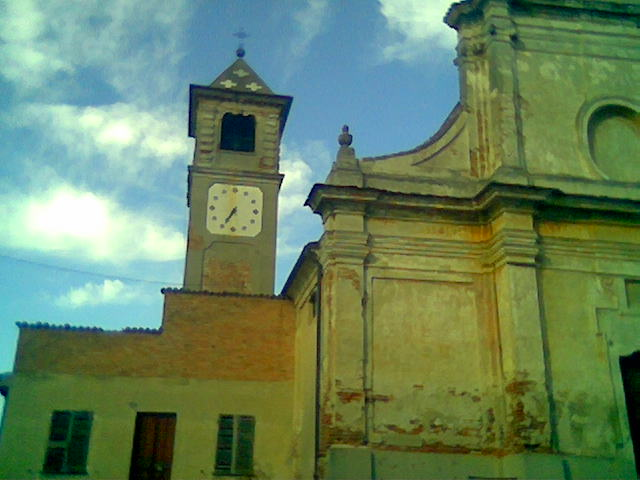
Església de St. Joan
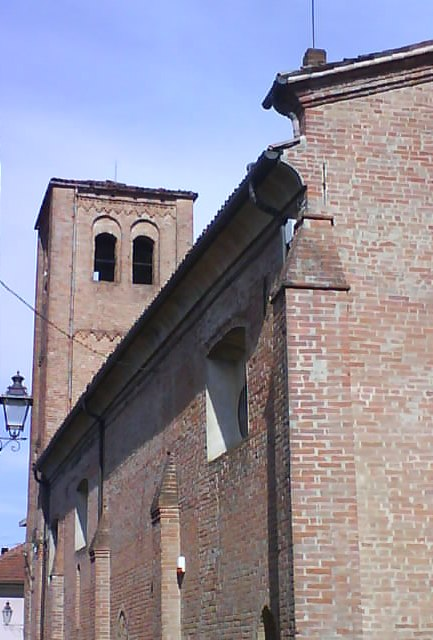
Església del Carme
Església de Sant Víctor
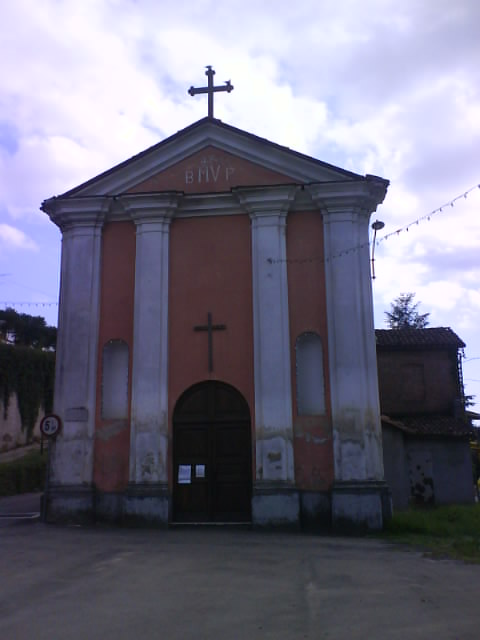
Església de Virgo Potens
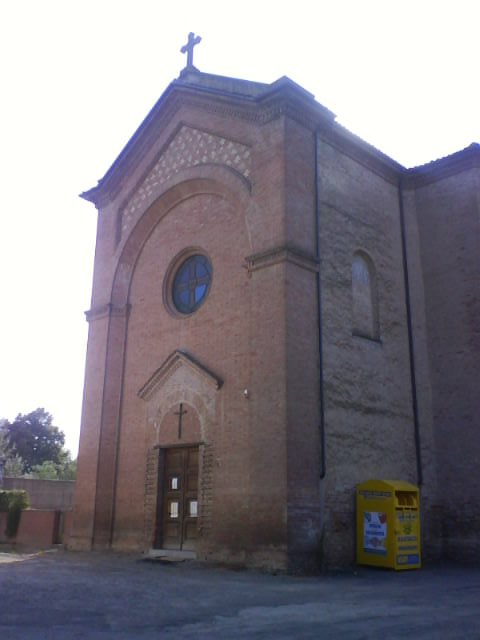
Església de Sant Antoni